# Yasuhiko Okudera
Yasuhiko Okudera, född 1952, är en japansk tidigare fotbollsspelare. Okudera tillhörde pionjärerna bland asiatiska fotbollsspelare som etablerade sig i europeiska proffsligor. Okudera spelade i det västtyska storlaget FC Köln i slutet av 1970-talet och var säsongen 1977-1978 med om klubbens största framgång när man vann ligan och cupen samma säsong.